# 本木
本木（もとき）(古くからの在住者は、[もとぎ]と発音する)は、東京都足立区の町名。住居表示実施済みで、現行行政地名は本木一丁目および二丁目。

## 地理
足立区中部、荒川堤防の北側に広がる。古くからの工場や住宅が多い。隣接する地域は、北は興野・西新井本町、東は関原、西は本木東町、本木南町、南は一級河川荒川を挟んで対岸に千住および小台、西は扇である。

## 地名の由来
「本木」の名称の由来は諸説あり定かでない。

## 歴史
多くの史跡を持つ本木の地にはかなり古くから人が住んでいたと推測されるが、実際に本木村の名が初めて文献に登場するのは江戸時代に入ってからのことである。
かつての本木地区の範囲は広く、現在の本木北町・本木南町・本木西町・本木東町のほか、関原・扇の大半や小台・千住桜木の一部を含んでいた。足立区が成立した際に、本木地区は範囲が広大であったため本木町一丁目～六丁目まで分けられて町名が定められたが、住居表示の実施などによって多くの地域で町名が変えられていき、現在は本木一・二丁目（かつての本木町一丁目・二丁目の尾竹橋通りより西側の地域）と本木東町・本木西町・本木北町・本木南町（かつての本木町三丁目の大半）のみに本木の地名が残っている。
| 本木の旧小字                                                                               | 足立区成立時の地名 | 現在の住居表示 |
| ------------------------------------------------------------------------------------------ | ------------------ | --- |
| 東耕地                                                                                     | 本木町一丁目       | 本木一丁目（一部） 関原一丁目（一部） 関原二丁目(一部） 千住桜木二丁目（一部） |
| 亀田耕地 亀田四番耕地 西亀田耕地 北村中耕地                                                | 本木町二丁目       | 本木二丁目 関原二丁目（一部） 関原三丁目（一部） 西新井栄町一丁目（一部） 西新井本町二丁目（一部）                                                                                          |
| 南村中耕地 村中耕地 六番耕地                                                               | 本木町三丁目       | 本木東町 本木北町 本木西町（一部） 本木南町（一部） 興野一丁目（一部） 興野二丁目（一部）                                                                                                   |
| 三番耕地 四番耕地 五番耕地                                                                 | 本木町四丁目       | 扇一丁目（一部） |
| 一番耕地 二番耕地                                                                          | 本木町五丁目       | 扇二丁目（一部） 扇三丁目（一部） 西新井本町五丁目（一部） |
| 堤外耕地 七番堤外耕地 八番堤外耕地 九番堤外耕地 十番堤外耕地 十一番堤外耕地 十二番堤外耕地 | 本木町六丁目       | 本木一丁目（一部） 関原一丁目（一部） 小台一丁目（一部） 千住桜木一丁目（一部） 千住桜木二丁目（一部） 千住元町（一部） 本木南町（一部） 本木西町（一部） 扇一丁目（一部） 扇二丁目（一部） |

### 年表
- 1889年5月1日 - 東京府南足立郡本木村が周辺の村と合併し、西新井村が成立。南足立郡西新井村大字本木となる（西新井村は後に町制が施行され西新井町となる）。
- 1932年10月1日 - 南足立郡が東京市足立区となる。本木は、本木町一丁目から六丁目まで分割されて町名が定められる。
- 1948年11月1日 - 本木町六丁目の荒川放水路堤南地域のうち「新渡し」より東側が千住桜木町に、西側が小台町に編入される。
- 1961年8月1日 - 本木町三丁目の大半の地域と本木町一丁目・興野町の一部が本木東町・本木西町・本木北町・本木南町に再編される。
- 1967年8月1日 - 本木東町・本木西町・本木北町・本木南町に住居表示が実施される。
- 1968年12月1日 - 本木町三・四・五丁目の一部に住居表示が実施され、西新井本町二・五丁目、興野一・二丁目に編入される。
- 1969年8月1日 - 本木町一丁目・本木町二丁目・興野町の一部に住居表示が実施され、本木一・二丁目が設置される。同日、本木町一丁目・本木町二丁目の一部に住居表示が実施され、関原一-三丁目に編入される。
- 1970年8月1日 - 本木町二丁目の残存地域に住居表示が実施され、西新井栄町二丁目に編入される。
- 1971年11月1日 - 本木町四・五丁目の一部に住居表示が実施され、扇一・二丁目に編入される。
- 1989年5月15日 - 荒川河川敷部分のみに残存していた足立区の旧町名が全て廃止され、住居表示実施済み町域に編入される。これに伴い、河川敷のみに残存していた本木町一・三・四・五・六丁目は、本木一丁目・本木西町・本木南町などの住居表示実施済み町域に編入された。

## 世帯数と人口
2025年（令和7年）1月1日現在（足立区発表）の世帯数と人口は以下の通りである。
| 丁目       | 世帯数    | 人口    |
| ---------- | --------- | ------- |
| 本木一丁目 | 875世帯   | 1,655人 |
| 本木二丁目 | 1,107世帯 | 2,197人 |
| 計         | 1,982世帯 | 3,852人 |

### 人口の変遷
国勢調査による人口の推移。
| 年                 | 人口  |
| ------------------ | ----- |
| 1995年（平成7年）  | 4,321 |
| 2000年（平成12年） | 4,060 |
| 2005年（平成17年） | 3,858 |
| 2010年（平成22年） | 4,288 |
| 2015年（平成27年） | 3,918 |
| 2020年（令和2年）  | 3,825 |

### 世帯数の変遷
国勢調査による世帯数の推移。
| 年                 | 世帯数 |
| ------------------ | ------ |
| 1995年（平成7年）  | 1,559  |
| 2000年（平成12年） | 1,519  |
| 2005年（平成17年） | 1,566  |
| 2010年（平成22年） | 1,867  |
| 2015年（平成27年） | 1,653  |
| 2020年（令和2年）  | 1,766  |

## 学区
区立小・中学校に通う場合、学区は以下の通りとなる（2023年4月時点）。なお、足立区では学校選択制度を導入しており、区内全域から選択することが可能。ただし、小学校に関しては、2018年（平成30年）度から学区域または学区域に隣接する学校のみの選択になる。
| 丁目       | 番地      | 小学校             | 中学校             |
| ---------- | --------- | ------------------ | ------------------ |
| 本木一丁目 | 全域      | 足立区立本木小学校 | 足立区立第六中学校 |
| 本木二丁目 | 4番〜20番 | 足立区立本木小学校 | 足立区立第六中学校 |
| 本木二丁目 | 1番〜3番  | 足立区立関原小学校 | 足立区立第六中学校 |
| 本木二丁目 | 21番以降  | 足立区立関原小学校 | 足立区立第七中学校 |

## 事業所
2021年（令和3年）現在の経済センサス調査による事業所数と従業員数は以下の通りである。
| 丁目       | 事業所数  | 従業員数 |
| ---------- | --------- | -------- |
| 本木一丁目 | 121事業所 | 1,083人  |
| 本木二丁目 | 101事業所 | 676人    |
| 計         | 222事業所 | 1,759人  |

### 事業者数の変遷
経済センサスによる事業所数の推移。
| 年                 | 事業者数 |
| ------------------ | -------- |
| 2016年（平成28年） | 233      |
| 2021年（令和3年）  | 222      |

### 従業員数の変遷
経済センサスによる従業員数の推移。
| 年                 | 従業員数 |
| ------------------ | -------- |
| 2016年（平成28年） | 1,813    |
| 2021年（令和3年）  | 1,759    |

## 交通

### 路線バス
- 東武バスセントラル

北01
北02・北03
北05
- 新日本観光自動車

鹿02（はるかぜ）

### 道路・橋梁
- 首都高速中央環状線
- 東京都道450号新荒川葛西堤防線
- 東京都道461号吾妻橋伊興町線（都市計画道路補助100号尾竹橋通り）

## 施設
- 足立区立本木東保育園
- 本木一丁目中公園
- 本木東公園
- 本木二丁目ことり児童遊園
- 本木東児童遊園
- 本木みどり児童遊園
- いずみ記念病院
- 光輪寺
- 中曽根神社
- 冬木弁天堂

## 出身有名人
- 大場政夫 - プロボクサー、WBA世界フライ級チャンピオン。東京都墨田区横川に生まれ、本木に育った。
- 山野井泰史 - ソロクライマー

## その他

### 日本郵便
- 郵便番号 : 123-0853[3]（集配局 : 足立西郵便局[15]）。

## 関連文献
- 「本木村」『新編武蔵風土記稿』 巻ノ136足立郡ノ2、内務省地理局、1884年6月。NDLJP:763997/33。